# Niederbreitbach
Niederbreitbach är en kommun och ort i Landkreis Neuwied i förbundslandet Rheinland-Pfalz i Tyskland.
Kommunen ingår i kommunalförbundet Verbandsgemeinde Rengsdorf-Waldbreitbach tillsammans med ytterligare 19 kommuner.